# Interstadiał
Interstadiał (interglacistadiał) – jednostka podziału czwartorzędu drugiego rzędu w obrębie glacjału. Cechuje ją cieplejszy klimat, jednak nie tak ciepły jak klimat interglacjału. Oddziela ona zimne jednostki glacjału (rangi stadiału) i charakteryzuje się „cofaniem” lądolodów do ok. 100 km.